# Duran Duran (album, 1981)
Duran Duran je první album skupiny Duran Duran, které vyšlo v červnu 1981 u EMI Records.

## Verze

### LP - EMI, EMC3372 - UK, 1981
Strana A
- 3:30 Girls On Film
- 3:59 Planet Earth
- 4:02 Anyone Out There
- 3:49 To The Shore
- 3:53 Careless Memories

Strana B
- 5:25 Night Boat
- 4:06 Sound of Thunder
- 5:42 Friends Of Mine
- 5:16 Tel Aviv

### LP - Capitol, ST-12158 - USA, 1983
Strana A
- 3:30 Girls On Film
- 3:59 Planet Earth
- 4:02 Anyone Out There
- 3:53 Careless Memories
- 4:07 Is There Something I Should Know

Strana B
- 5:25 Night Boat
- 4:06 Sound of Thunder
- 5:42 Friends Of Mine
- 5:16 Tel Aviv

- re-edice
- jiný obal oproti vydání v roce 1981
- chybí skladba To The Shore, kterou nahradila v té době novinka Is There Something I Should Know

### CD - Parlophone, 789956-2 - NL, 1997
- 3:30 Girls On Film
- 3:59 Planet Earth
- 4:02 Anyone Out There
- 3:53 Careless Memories
- 4:07 Is There Something I Should Know
- 5:25 Night Boat
- 4:06 Sound of Thunder
- 5:42 Friends Of Mine
- 5:16 Tel Aviv
- 3:49 To The Shore

- re-edice
- obsahuje na jednom nosiči všechny skladby z obou vydání (1981 a 1983)

## Umístění v hitparádách
- UK – No.3
- Švédsko – No.3

## Singly
- Planet Earth
- Girls On Film
- Careless Memories